# Boleskine House
Boleskine House (en gaèlic escocès Taigh Both Fhleisginn) és una mansió a la banda sud-est del llac Ness a les Terres altes escoceses. Destaca per haver estat la llar de l'autor i ocultista Aleister Crowley, i del guitarrista i productor de Led Zeppelin Jimmy Page. Va patir danys importants per incendi el desembre de 2015 i novament el juliol de 2019. La casa està en procés de restauració i les obres de construcció han començat a partir del desembre de 2019. La Fundació Boleskine House SCIO es va fer càrrec de la propietat d'una part de la finca el 2019 per gestionar els esforços de restauració de la casa.

## Rerefons

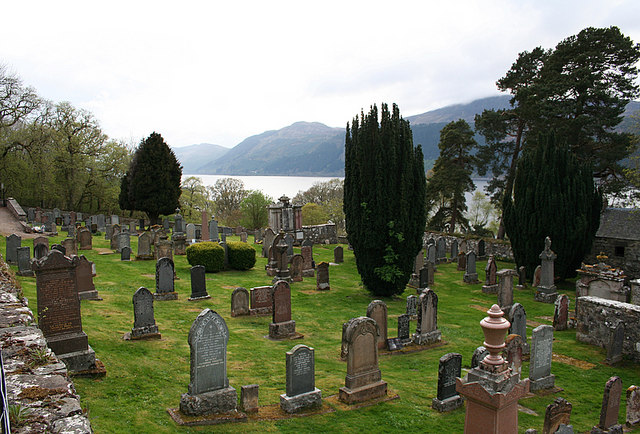
Cementiri de Boleskine el 2007

Boleskine House es troba a 21 milles (34 km) al sud d'⁣Inverness, al costat oposat del llac Ness del Meall Fuar-mhonaidh, i a mig camí entre els pobles de Foyers i Inverfarigaig.
La zona té una història d'esdeveniments estranys molt abans que Aleister Crowley s'instal·lés. La parròquia de Boleskine es va formar al segle xiii. Al voltant d'aquesta època es van construir un Kirk (una mena de construcció eclesial escocesa) i un cementiri a la parròquia. Una successió de ministres va dirigir la parròquia de Boleskine i recórrer la zona a cavall o a peu en totes les condicions meteorològiques. Es deia que el ministre Thomas Houston (1648–1705) havia tingut la tasca de posar precipitadament cadàvers animats a les seves tombes després que un bruixot local hagués ressuscitat els morts al cementiri de Boleskine.
La Casa Boleskine es va construir al lloc de la kirk, que, segons la llegenda, es va incendiar durant una congregació i va matar a tots els que hi havia a l'interior. La casa va ser reconstruïda a la dècada de 1760 pel coronel Archibald Fraser com a pavelló de caça. Aparentment, el coronel Archibald Fraser va triar el lloc específicament per irritar Simon Fraser de Lovat en retribució pel seu suport al bàndol de Hannover durant l'⁣aixecament jacobita de 1745 quan la terra de Lord Lovat envoltava el lloc de Boleskine. 
El pavelló de caça original va ser ampliat contínuament per la família Fraser fins als voltants de 1830. Totes les habitacions estaven situades en una sola planta, amb 4 dormitoris, una cuina, "habitació de l'àtic" del servei (a sobre de la cuina), saló, i una biblioteca. Fins i tot hi ha un túnel que uneix la casa amb el cementiri.

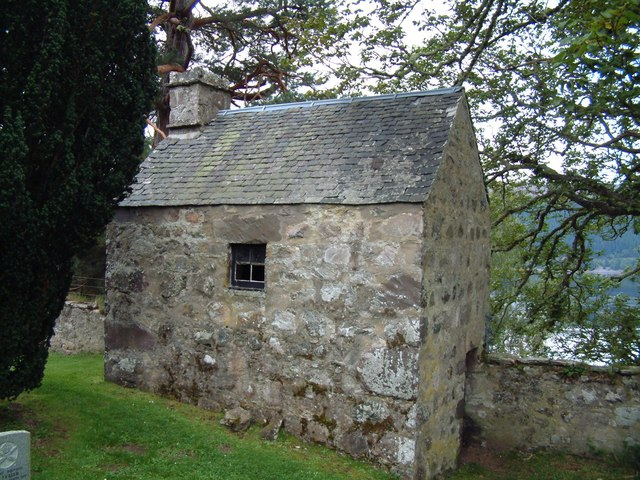
El mortuori al cementiri de la casa Boleskine el 2002

## Propietat d'Aleister Crowley (1899–1913)

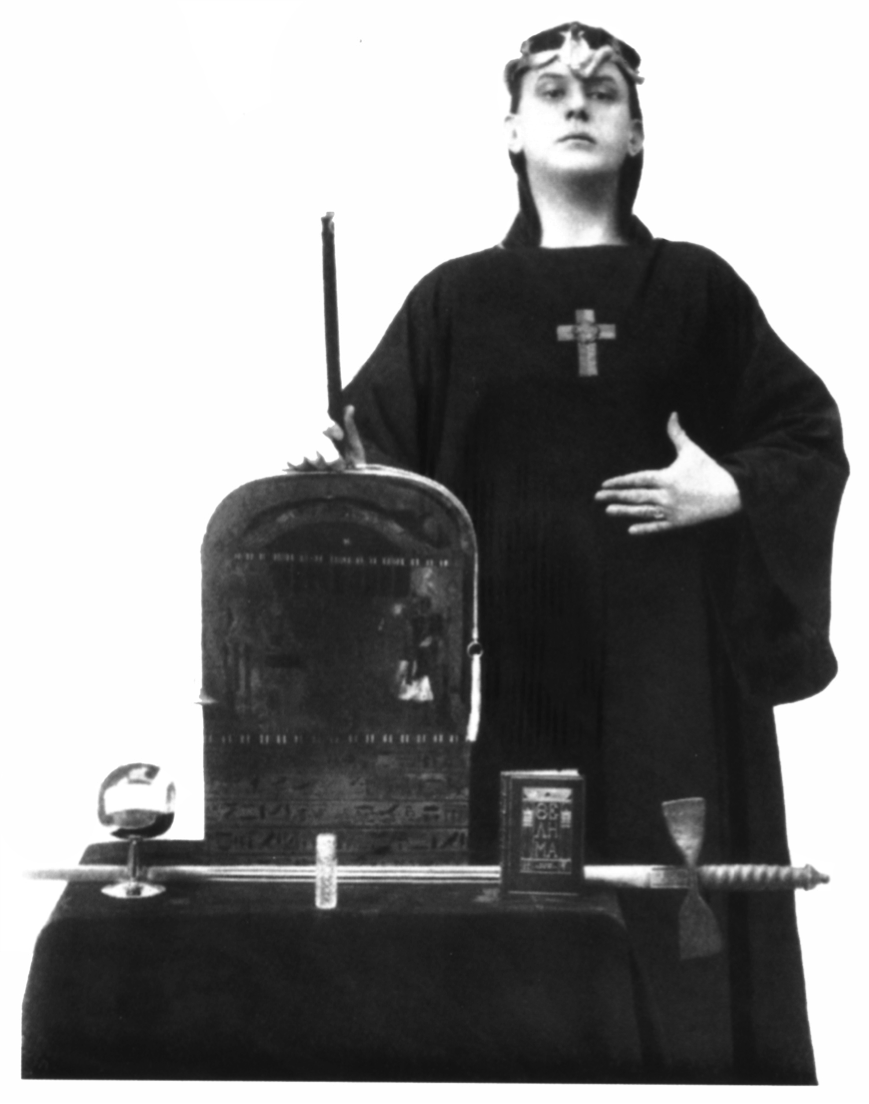
Crowley amb vestit cerimonial, 1912

Crowley va comprar Boleskine House a la família Fraser el 1899. La casa en aquell moment era coneguda com la Manor of Boleskine and Abertarff pel nom de la parròquia local. Crowley creia que la ubicació era ideal per recollir en ell mateix i realitzar una sèrie d'operacions conegudes com la Màgia Sagrada d'Abramelin el Mag, extreta d'un grimori anomenat El Llibre d'Abramelin.
Segons Crowley, en el seu llibre The Confessions of Aleister Crowley, per poder dur a temre les operacions "el primer imprescindible és una casa en una situació més o menys aïllada. Hi hauria d'haver una porta que s'obri al nord des de la sala de la qual feu el vostre oratori. Fora d'aquesta porta es construeix una terrassa coberta de sorra fina de riu. Això acaba en una "lògia" on els esperits es poden congregar."
El propòsit d'aquest ritual és invocar el propi àngel de la guarda.
Requereix almenys 6 mesos de preparació, celibat i abstinència d'alcohol. Tanmateix, també inclou la convocatòria dels 12 Reis i Ducs de l'Infern, per lligar-los i eliminar les seves influències negatives de la vida del mag. Mentre Crowley estava en procés de realitzar el llarg ritual, va ser cridat a París pel líder de l'⁣Orde Hermètic de l'Alba Daurada. Segons la llegenda, mai va bandejar els dimonis que havia convocat, la qual cosa va provocar esdeveniments estranys a la Casa Boleskine i als voltants.
Crowley es va fer famós per les històries de realització de màgia negra i diversos altres rituals mentre residia a la casa; un dels seus pseudònims era "Lord Boleskine". El seu guardià, Hugh Gillies, va patir diverses tragèdies personals, inclosa la pèrdua de dos fills. Crowley va afirmar més tard que els seus experiments amb màgia negra simplement s'havien descontrolat.
Crowley va descriure la casa com un "edifici llarg i baix. Vaig separar la meitat sud-oest per al meu treball. L'habitació més gran té una finestra de proa i aquí vaig fer la meva porta i vaig construir la terrassa i l'allotjament. Dins de la sala vaig muntar el meu oratori pròpiament dit. Aquesta era una estructura de fusta, folrada en part amb els grans miralls que vaig portar de Londres."
Va deixar la propietat el 1913 i es va traslladar a una modesta casa rural durant algun temps a Dennyloanhead, prop de Falkirk.

## 1913–1970
Després de la Primera Guerra Mundial, l'actor de Hollywood George Raft es va veure involucrat en un escàndol de venda d'accions d'una granja de porcs suposadament construïda als terrenys de Boleskine, tret que la granja no existia. Després de la Segona Guerra Mundial, la casa va ser propietat d'un major Edward Grant. El 1965, Grant es va suïcidar a l'habitació de Crowley amb una escopeta.
Després d'això, una parella acabada de casar es va traslladar a la casa. La dona estava cega i, al cap d'un mes, l'home va sortir, deixant la dona vagant sense poder veure'l. El 1969 Kenneth Anger, un cineasta experimental amb interès per l'ocultisme, va saber que la casa estava al mercat i la va llogar durant uns mesos. Quan Jimmy Page va sentir a parlar d'això, va comprar la casa el 1970.

## Propietat de Jimmy Page (1970–1992)

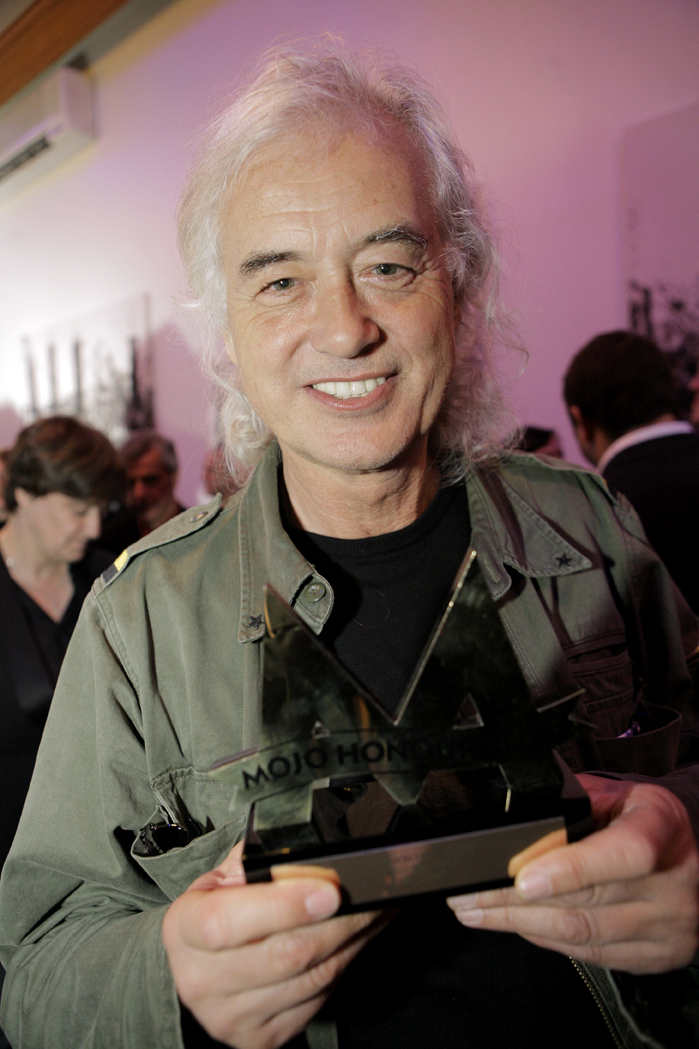
Jimmy Page el 2008

Jimmy Page era un col·leccionista de records de Crowley que "havia llegit molt de Crowley i... estava fascinat per les seves idees". En el moment en què Page va comprar la casa estava en estat de decadència, però va sentir que seria un bon ambient per escriure cançons. No obstant això, després d'organitzar la restauració de la casa, va passar poc temps a Boleskine, deixant les coses a càrrec del seu amic Malcolm Dent (1944-2011).
Quan se li va preguntar per què va ser escollit, Dent va explicar: "Jimmy Page em va atrapar en un moment de la meva vida en què no estava fent gran cosa i em va demanar que vingués a dirigir el lloc. Mai vaig esbrinar per què es va fixar en mi". Quan Dent es va traslladar a la casa "va ser un naufragi... Havia estat més o menys abandonada. Hi havia hagut almenys un incendi, faltaven parts de l'edifici i estava mal arreglat. Els terrenys, que en un moment havien estat molt ben distribuïts, estaven en un estat infernal".
Tot i que Dent era un escèptic del paranormal, aviat va començar a experimentar fets estranys. Al cap d'unes setmanes, va sentir uns estranys sorolls des del passadís que es van aturar quan va sortir a donar una ullada, però es van reprendre després de tancar la porta del dormitori. Després d'investigar la casa, va descobrir que el rebombori a la sala era suposadament el cap de Lord Lovat, tot i que va ser executat a Londres. Dent explica que "a sobre de Boleskine hi ha un lloc anomenat Errogie que se suposa que és el centre geogràfic de les Highlands. Boleskine era aleshores el terreny consagrat més proper a Errogie i es creu que la seva ànima, o part d'ella, va acabar aquí".
Dent també va viure la "nit més terrorífica de la meva vida" a Boleskine. Es va despertar una nit en sentir el que sonava com un animal salvatge bufant i colpejant davant la porta del seu dormitori. Va continuar una estona i no va ser fins al matí que Dent es va atrevir a obrir la porta, i no hi havia res. Dent va afegir que "tot el que hi havia era pura maldat". Una altra amiga que es va quedar a Boleskine es va despertar una nit dient que havia estat atacada per "alguna mena de diable". Altres esdeveniments, com ara cadires canviant de lloc, portes obertes i tancades de cop sense cap motiu i catifes i estores enrotllant-se de manera inexplicable, no van poder dissuadir a Dent de quedar-se. Dent va conèixer la seva dona a Boleskine i hi va criar la seva família.
Tot i que Jimmy Page mai va passar un temps llarg allà, va fer tot el que va poder per tornar la casa com hauria estat durant la propietat de Crowley. Per exemple, va encarregar a un artista, Charles Pace, que pintés uns murals a l'estil de Crowley a les parets. Aquests es basaven en els murals de l'⁣Abadia de Thelema de Crowley a Sicília descoberts per Kenneth Anger el 1955.

## Família MacGillivray (1992–2002)
La casa es va posar al mercat per 250.000 lliures el 1991. Va ser comprada per Ronald i Annette MacGillivray el 1992. Segons la Sra. MacGillivray, quan van comprar la casa estava en molt mal estat. Els MacGillivray "es van gastar molts diners en desmuntar bona part de la casa i deixar les parets nues i tornar a aixecar-la de nou. Tenia quatre dormitoris, quatre banys, un gran saló, menjador, biblioteca i diverses sales més petites". Aleshores la casa es va convertir en un hotel.
Ronald MacGillivray va morir el 2002. Es deia que odiava qualsevol referència al passat fosc de la casa quan era la llar de Crowley.
Quan se li va preguntar si havia viscut algun fet misteriós a Boleskine House, la seva dona afirmava que no n'havia experimentat "absolutament cap. Sóc una no-creient i no vaig escoltar totes aquestes escombraries. Ens ho vam passar molt bé allà."

## Propietat privada (2002-2015)
Després de la mort de Ronald MacGillivray, Boleskine House es va tornar a posar a la venda. Els nous propietaris holandesos, que s'han mantingut en l'anonimat, van tornar a convertir la casa en una residència privada i la van utilitzar com a casa de vacances.
El 2009, un 1.9-acre (7,700 m2) la parcel·la de l'antiga finca es va posar al mercat per 176.000 £ amb plans per construir una casa de fusta de tres dormitoris. La venda també incloïa 140 peus (43 m) de litoral al llac Ness.

## Conflagració (2015)
A les 1:40 aproximadament del 23 de desembre de 2015, un motorista a la carretera A82 va informar de flames i fum que venia de Boleskine House. Quan els equips de bombers van assistir, s'estima que fins al 60 % de l'edifici ja havia estat incinerat, amb flames pujant fins a 20 peus (6 m) d'alçada. Els bombers es van concentrar a l'ala oest de la casa, ja que la resta de l'edifici havia quedat molt danyat.
La parella i la filla del propietari havien anat a comprar i van tornar a trobar la casa en flames. Es pensava que el foc s'havia iniciat a la cuina, però es creia que no hi havia ningú a la casa en el moment de l'incendi i no hi va haver víctimes.

## En l'actualitat
L'interior de la casa va quedar gairebé totalment destruït pels incendis. Sobrevivint part de la teulada i les parets exteriors, però l'antiga propietària, la Sra. MacGillivray, declarà que, com que l'abast dels danys era tan greu "es veia poc probable que es reconstrueixi a menys que hi hagi algú interessat en l'ocultisme que vulgui gastar molts diners". Les ruïnes i 22 acres de terreny es van posar al mercat per 500.000 £ l'abril de 2019. Ara són propietat de la Fundació Boleskine House SCIO, que restaurarà la casa i els jardins a la seva forma original i després obrirà la finca al públic.
Un altre incendi es va iniciar el 31 de juliol de 2019 en dos edificis de la finca alhora en una acció suposadament premeditada. Actualment, la policia fa una crida a la ciutadania per obtenir informació sobre els implicats. El foc va destruir la resta del que quedava a l'interior de la Casa Boleskine i a partir de desembre de 2019 s'està treballant per netejar el material danyat pel foc i preparar l'edifici per a un nou sostre.
La Casa Boleskine és un edifici catalogat de categoria B, igual que els estables adjacents i l'alberg de la porta.

## En la literatura
La casa Boleskine es descriu i es reconeix a The Magician de W. Somerset Maugham, on s'anomena "Skene". Crowley va considerar que el llibre de Maugham era un plagi i va escriure un article sota el nom d'Oliver Haddo (el nom d'un personatge extret del llibre de Maugham) per a Vanity Fair com una resposta enginyosa. A la novel·la The Burning House de Neil Spring, la casa té un paper important.

## Bibligorafia
- Case, George. Jimmy Page: Magus, Musician, Man: an Unauthorized Biography.  Hal Leonard, 2007. ISBN 978-1-4234-0407-1.
- Crowley, Aleister. The Confessions of Aleister Crowley.  Hill and Wang, 1969. ISBN 0-80903-591-X.
- Hoskyns, Barney. Led Zeppelin: The Oral History of the World's Greatest Rock Band.  John Wiley & Sons, 2012. ISBN 978-1-118-22111-2.
- Macgregor Mathers, S.L. The Book of the Sacred Magic of Abramelin the Mage.  Dover Publications, 1975. ISBN 0-85030-255-2.
- Redfern, Nick. Three Men Seeking Monsters: Six Weeks in Pursuit of Werewolves, Lake Monsters, Giant Cats, Ghostly Devil Dogs, and Ape-Men.  Simon and Schuster, 2004. ISBN 978-1-4165-0057-5.
- Redfern, Nick. The Most Mysterious Places on Earth.  Rosen Publishing Group, 2013. ISBN 978-1-4777-0685-5.
- Wall, Mick. When Giants Walked the Earth: A Biography of Led Zeppelin.  Orion, 30 desembre 2010, p. 221–. ISBN 978-1-4091-1121-4.